# Barett (Uniform)

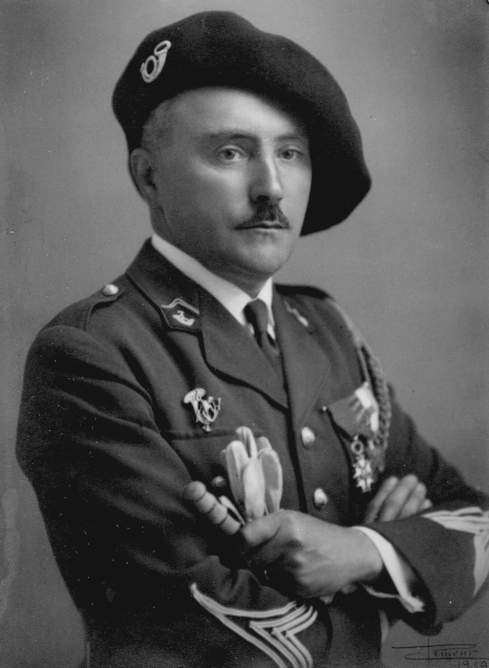
Major der französischen Alpenjäger mit dem 1889 eingeführten, „Tarte“ genannten Barett

Das Barett ist als schirmlose Kopfbedeckung weltweit Bestandteil vieler Uniformen, meist im militärischen oder polizeilichen Bereich, sowie von zivilen Organisationen.

## Geschichte des Baretts als Uniformteil

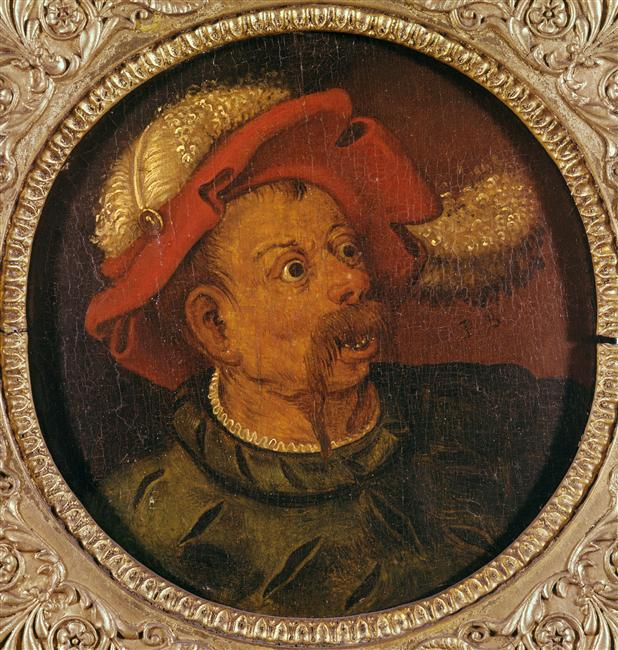
Ein Landsknecht mit rotem Barett, an den Rändern eingeschnitten und mit Federn dekoriert. Pieter Brueghel der Jüngere: Porträt eines Landsknechts, nach 1616, Montepellier, Musée Fabre.

### Ab dem 16. Jahrhundert
Im 16. Jahrhundert führten die Landsknechte und Ritter das Barett in die militärische Bekleidung ein. Form und Ausführung orientierten sich am Geschmack des Trägers, häufig kam Federschmuck zum Einsatz. Landsknechte wählten oft auffallende, weit ausladend gestaltete Baretts, manchmal mit geschlitztem Rand. Ein Sturmriemen unter dem Kinn machte es möglich, das Barett auf den Rücken herabzulassen.

### 19.Jahrhundert

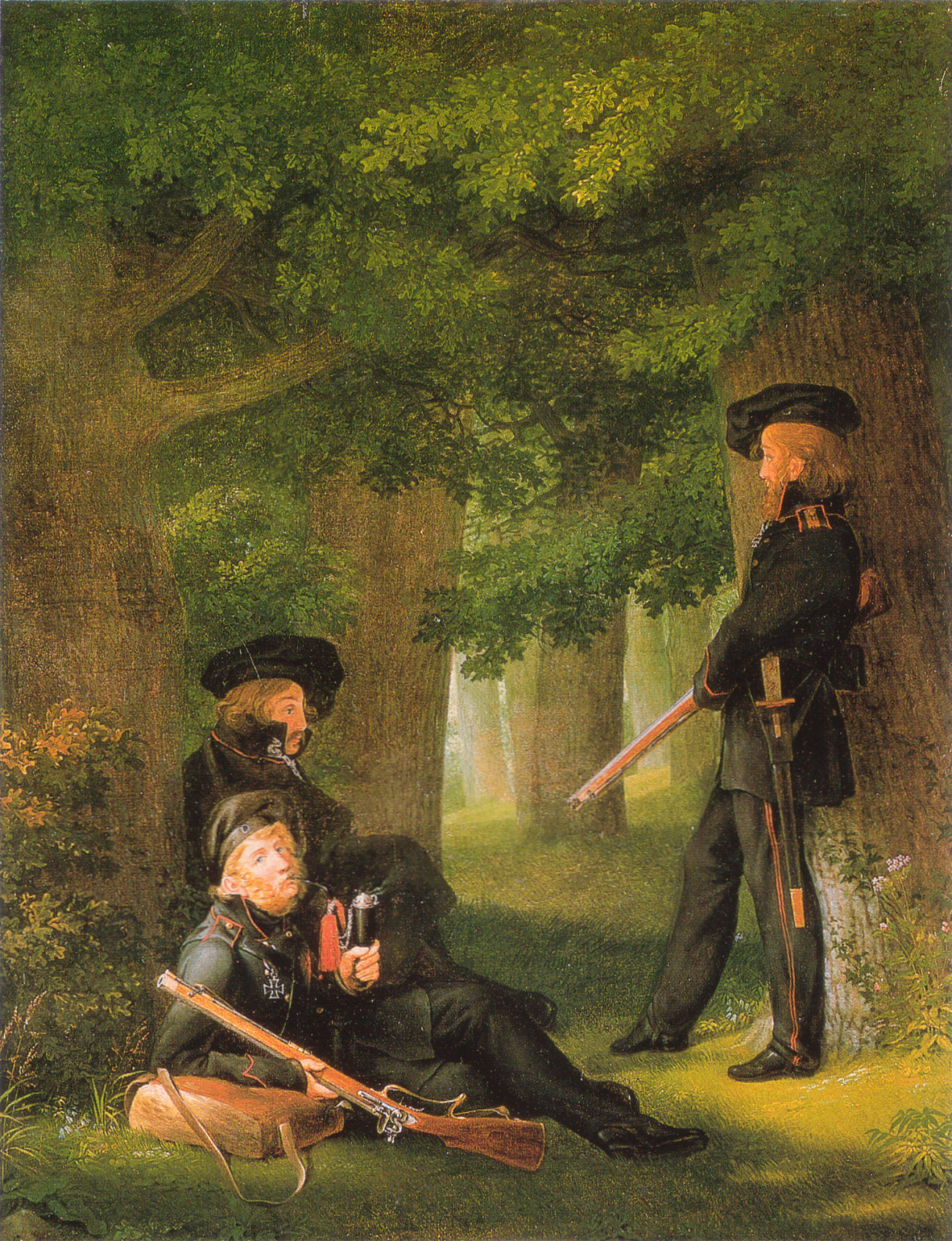
Theodor Körner, Karl Friedrich Friesen und der Jurastudent Heinrich Hartmann als Lützower Jäger mit schwarzem Barett

Während und nach den Befreiungskriegen erfuhr das Barett eine erste Wiedergeburt. So trug der Freiwilligenverband der Lützower Jäger, dem etliche patriotische und intellektuelle Größen ihrer Zeit angehörten, teilweise ein ausladendes, schwarzes Barett. In der Folge kam diese Kopfbedeckung im freiheitlich denkenden Bürgertum als politisch motiviertes Kleidungsstück in Mode. Es gehörte damals zur sogenannten Altdeutschen Tracht, die sich an die Zeit Martin Luthers anlehnen wollte. Diese Kleidermode galt nach dem Wiener Kongress bei den wiedererstarkten deutschen Fürsten und Königen als so provokativ und aufrührerisch, dass sie teilweise verboten wurde.
In Spanien erlangte mit der Baskenmütze eine Form des Barrett nationalpatriotische Bedeutung während des ersten Karlistenkriegs in den 1830er Jahren, als der aufständische General Tomás de Zumalacárregui rote Baskenmützen als Erkennungszeichen der navarrischen Bataillone einführte. Baldomero Espartero verbot daraufhin die Verwendung der Baskenmütze sowohl im zivilen als auch militären Bereich gegen Strafe.
1889 hielt das Barett bei den französischen Gebirgsjägern Einzug, zunächst in Form der traditionell ausladenden Baskenmütze aus dunkelblauem Wollstoff. Diese Form verschwand 1916 von den Schlachtfeldern. Als Ersatz wurde eine reduziertere Form für den Truppengebrauch eingeführt, wobei sich die ältere Form zu Paradezwecken bis heute hält.

### 20. Jahrhundert
1910 wurde in Deutschland eine neue Feldmütze ausgegeben, welche sich deutlich an historischen Barettformen orientierte, aber durch ihre handliche Größe zweckmäßiger war. Die Feldmütze M1910 bestand aus feldgrauem Stoff und besaß ein einfassendes Band in den Farben der jeweiligen Streitkräfte sowie zwei Kokarden in den Farben des Reiches und des jeweiligen Landes, aus dem der Soldat stammte. Da die meisten Soldaten während des Ersten Weltkriegs keinen Wert auf einen sachgemäßen Sitz der Feldmütze legten, ist ihre Konzeption als Barett anhand vieler Fotografien nicht gleich zu erkennen. Moderne Tragerekonstruktionen erleichtern dagegen die Zuordnung. 1917 versuchte man, die Feldmütze in einer dunkleren Version mit einem für alle Waffengattungen einheitlichen grünen umlaufenden Band einzuführen, was jedoch durch die schwierige Rohstofflage bis zuletzt nicht durchgehend gelang.

Mit Gründung der Reichswehr verschwand das kaiserzeitliche Barett bei der Truppe. Stattdessen führte man 1919 die bis dahin nur für die Offiziere typische Schirmmütze auch bei den Mannschaften ein.

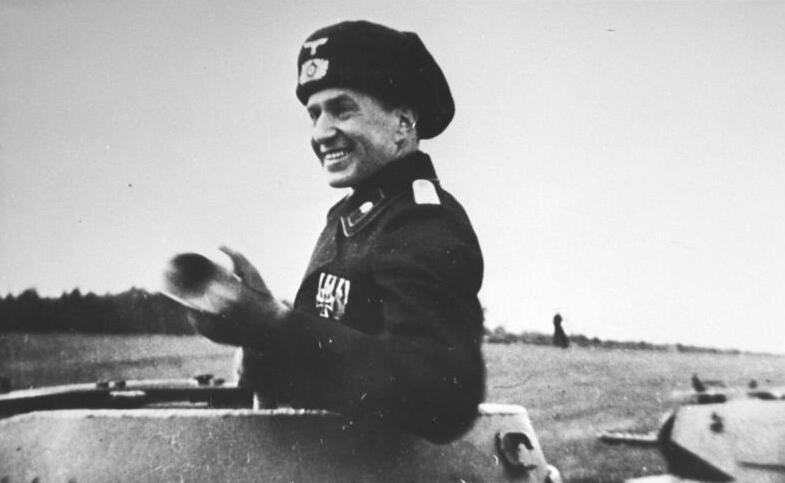
Der deutsche Panzerkommandant Oskar Munzel mit der Panzerschutzmütze, ca. 1943/44

Im Zuge der Aufstellung der deutschen Panzertruppe während der 1930er Jahre wurde die sogenannte Panzerschutzmütze eingeführt. Diese war als ausladendes, schwarzes Barett gestaltet, das in seinem Inneren mehrere dicke, stoßabweisende Einlagen besaß. Auf der Vorderseite befand sich das Hoheitsabzeichen mit Eichenlaub und Kokarde. Auch die Panzerabteilung der Legion Condor war mit schwarzen Baretts ausgestattet, die jedoch nicht die ausladende Form der Panzerschutzmützen und kein Innenfutter besaßen. Die Einsatzbedingungen zeigten, dass die Panzerschutzmütze für die Besatzungen der Panzer eher hinderlich war. Daher wurde die Mütze bereits zu Beginn des Jahres 1940 durch ein schwarzes Schiffchen M 1938 ersetzt.
Damit wurde während des Zweiten Weltkriegs das Barett ein ausschließliches Kennzeichen britischer Streitkräfte. Dieses bestand aus khakifarbenem Wollstoff. 1944 wurden die ersten bordeaux-roten Barette als Kennzeichen für die britischen Fallschirmjäger ausgegeben.
Bei den US-Streitkräfte waren es zunächst Fallschirmjäger des 509. US-Fallschirmjägerregiments der 82. US-Luftlandedivision, die erstmals mit Baretten aus den Beständen der britischen Fallschirmjäger ausgestattet waren. Im Laufe der zweiten Hälfte des 20. Jahrhunderts waren es dann hauptsächlich amerikanische Spezialeinheiten, die für das Tragen dieser Kopfbedeckung bekannt wurden.
In der Nationalen Volksarmee der DDR waren Baretts kaum üblich. Lediglich die NVA-Fallschirmjäger trugen ein graues Barett zur Dienstuniform und ein rotes, später ein oranges Barett zur Ausgehuniform.
Seit der zweiten Hälfte des 20. Jahrhunderts gehört das Barett weltweit zu zahlreichen Uniformen und Amtstrachten. Darüber hinaus tragen es bis heute einige Studentenverbindungen sowie seit den 1920er Jahren einige internationale Pfadfinderbünde.

## Militär

### Deutschland
Das Barett ist eine der Kopfbedeckungen der deutschen Bundeswehr. Fast alle Heeresuniformträger, aber auch einigen Soldaten der Luftwaffe und Marine tragen das Barett als Kopfbedeckung. In vielen Truppenteilen der Bundeswehr ist das Barett die gewöhnliche Kopfbedeckung. Seine Farbe und das am Barett über der linken Schläfe angesteckte Truppengattungsabzeichen erlauben die Zuordnung des Soldaten zu einer Truppengattung, Dienstbereich, Verwendungsreihe oder einem multinationalen Großverband.

### Österreich

Grünes Barett (Infanteristen des österreichischen Bundesheeres)

Ähnlich wie bei der deutschen Bundeswehr gilt auch im österreichischen Bundesheer, dass sich Rekruten ihr Barett „verdienen“ müssen. Es wird ihnen zwar bereits mit der Einkleidung ausgehändigt, darf aber in der Regel erst nach Ende der 2. Woche der Grundausbildung getragen werden. Bis dahin ist die Feldmütze zu tragen. Darüber hinaus ist es vom jeweiligen Truppenkörper abhängig, ob anstatt des Baretts nach der Grundausbildung nicht auch weiterhin die Feldmütze getragen wird. Generell gilt jedoch, dass bei Panzerverbänden stets das Barett bevorzugt wird – auch im Rahmen des Gefechtsdiensts.

#### Barettfarben
- Schwarz – Panzertruppe, Panzergrenadiertruppe
- Scharlachrot – Garde
- Korallenrot – Militärpolizei
- Gelbgrün – Soldaten des Heeres-Sportzentrums
- Signalgrau – Angehörige der Militärakademie und der Sicherheitsschule
- Hechtgrau – Soldaten der ABC-Abwehrschule und der Einheit „Austrian Forces Disaster Relief Unit“.
- Rostbraun – Soldaten der Führungsunterstützungsschule sowie der Führungsunterstützungsbataillone 1 und 2.
- Grün – Infanterie, Jägertruppe, Pioniertruppe, alle Waffengattungen ohne eigener Barettfarbe
- Oliv – Soldaten des Jagdkommando - Soldaten mit abgeschlossenem Jagdkommando-Grundkurs mit Jagdkommando-Abzeichen anstelle des Bundesadlers
- Dunkelblau – Heereslogistikschule, Kommando Einsatzunterstützung, Sanitäter in den Heeresspitälern
- UN-blau – Soldaten im internationalen Einsatz der Vereinten Nationen

#### Farbe des Bundesadlers
- Altsilber: Rekruten und Chargen
- Silber: Unteroffiziere
- Gold: Offiziere

### Schweiz

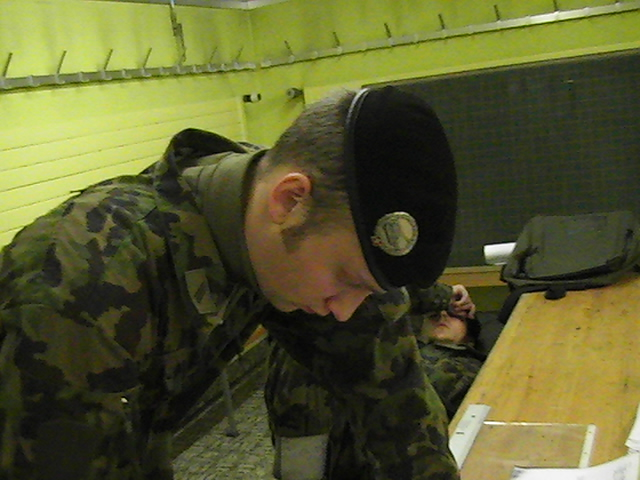
Panzersoldat der Schweizer Armee, Béret nach links mit Emblem rechts

Das Barett wird in der Schweizer Armee Béret genannt. Ab 1. Januar 1990 wurde das Béret an alle Auszugseinheiten ausgegeben. Seit 1. Januar 1991 ist es auch bei allen übrigen Einheiten vorgeschrieben. Im Gegensatz zu Deutschland und Österreich sind nur die Farben Ausdruck für die jeweilige Truppengattung. Das Emblem am Béret steht für die Haupteinheit, zu der der Träger gehört. Die Embleme der höheren Unteroffiziere (ab Stufe Feldweibel) und Offiziere (siehe Dienstgrade der Schweizer Armee) sind mit einem goldenen Eichenkranz versehen. In der Schweizer Armee wird im Gegensatz zu den meisten anderen Organisationen und Armeen das Béretemblem rechts getragen.
- schwarz: Generalstabsdienst, Territorialdienst, Panzer, Genie, Rettung, Übermittlung/Führungsunterstützung, ABC-Abwehr, Militärischer Nachrichtendienst, Militärjustiz, Armeeseelsorge, Bereitschaftsdienst, Sport
- grün: Infanterie, Militärmusik
- rot: Artillerie
- dunkelblau: Luftwaffe
- blau: Sanitätstruppen, Rotkreuzdienst
- bordeauxrot: Logistiktruppen (Versorgung, Material, Transporte, Veterinäre)
- grau: Militärische Sicherheit
- hellblau: Friedensförderungseinsatz für die UNO
- beige: Kommando Spezialkräfte (KSK)[9]

### Vereinigten Staaten

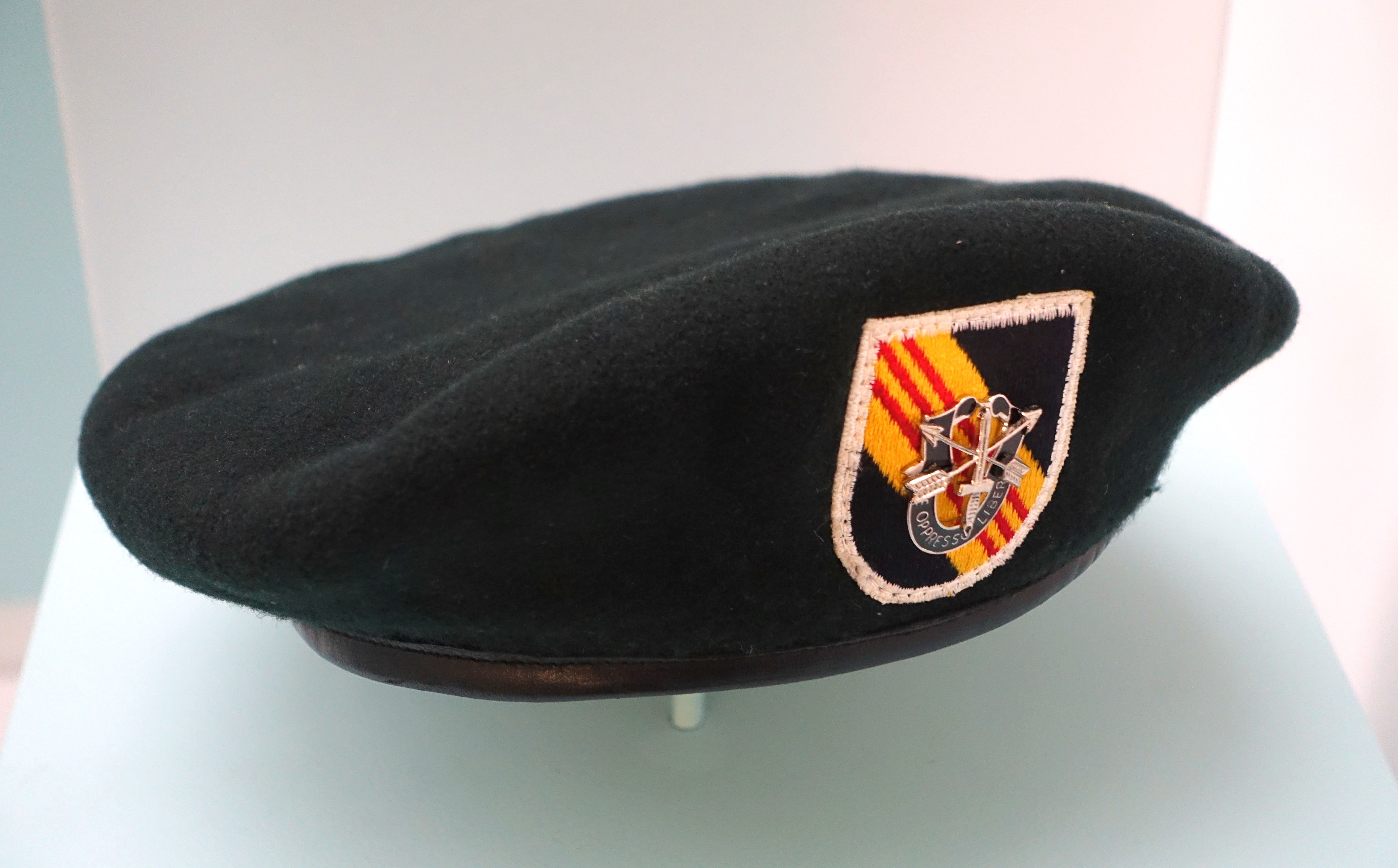
Barett der Army Special Forces (Green Beret)

Das Tragen des Barett in den Streitkräften der Vereinigten Staaten geht auf den Zweiten Weltkrieg zurück. Seit dieser Zeit haben die Teilstreitkräfte der US-Streitkräfte das Tragen vom Barett unterschiedlich gehandhabt. Seit 2001 ist das Barett die angeordnete  militärische Kopfbedeckung in der Army für den Dienstanzug, nachdem es vorher auf besondere Truppenteile wie Spezialkräfte oder Fallschirmtruppe (englisch Airborne Troops) beschränkt gewesen war. In der Air Force wird das Barett weiterhin nur von Soldaten mit besonderer Verwendung getragen, während die Space Force, Marine, Marineinfanterie und Küstenwache kein Barett tragen.

#### United States Army
- olivgrün: 1st Special Forces Command (Airborne)
- sandfarben: United States Army Rangers
- bordeauxrot: Fallschirmtruppe
- braun: Security Force Assistance Command
- schwarz: alle anderen Soldaten

#### United States Air Force
- schwarz: Tactical Air Control Party
- bordeauxrot: Fallschirmrettungspersonal und Combat Rescue Officer
- rot: Combat Controller und Special Tactics Officer
- grau: Spezialaufklärung
- dunkelblau: Sicherungstruppe, Ausbilder an der United States Air Force Academy
- grün: SERE Ausbilder
- braun: Combat Aviation Advisors

## Polizei

### Deutschland

#### Bereitschaftspolizei

Barett der Bayerischen Bereitschaftspolizei (grün)

Vor allem bei der Bereitschaftspolizei und bei Fußstreifen, insbesondere in Fußgängerzonen oder in ländlichen Gebieten, gehört zum Einsatzanzug bzw. zur Uniform auch ein Barett, das seit Einführung der neuen bundeseinheitlichen „Oestergaard-Polizeiuniform“ im Jahr 1976 getragen wird. Teilweise sind auch Hundeführer der Polizei im Einsatzanzug mit dieser Kopfbedeckung ausgestattet.
- grün bzw. blau: Einsatzhundertschaften der Bereitschaftspolizei
- ehemals grün: Bereitschaftspolizeikomponente der Bundespolizei vor Einführung des blauen Einsatzanzuges
- schwarz: Bayerisches Unterstützungskommando (USK)/geschlossene Einheiten der Berliner Polizei
- bordeauxrot: Baden-Württembergisches und Bayerisches Spezialeinsatzkommando (SEK)
- weiß: Motorradstaffel bzw. Motorradfahrer des Streifen- und Eskortendienstes

#### Bundesgrenzschutz, heute Bundespolizei
Auch beim Bundesgrenzschutz (BGS) wurde mit der Einführung der neuen Polizeiuniformen 1976 zum Einsatzanzug ein grünes Barett eingeführt. Die Nachfolgeorganisation des BGS, die Bundespolizei, übernahm bei ihrer Entstehung 2005 diese Praxis. Mit Umstellung auf die blaue Einsatzbekleidung wurde das Barett durch blaue Baseballcaps mit der Aufschrift „POLIZEI“ ersetzt. Lediglich zur weiterhin grünen Alltagsuniform der Beamten der GSG 9 der Bundespolizei gehört ein grünes Barett. Im Jahr 2020 erfolgte die Wiedereinführung des Baretts für Einsatzkräfte der Bundesbereitschaftspolizei sowie für Einsatzkräfte der MKÜ der Bundespolizeidirektionen.

#### Zoll
Ein grünes Barett gehörte zur grünen Dienstkleidung, welche die deutsche Zollverwaltung 1972 eingeführt hatte, und wurde v. a. von den Beamten der Sachgebiete (Grenz-)Kontrollen und Zollämter getragen. Mit Umstellung auf die neue blaue Dienstkleidung seit 2018 ist das Barett weggefallen und es steht zur sogenannten „funktional-repräsentativen“ Ausstattung, die im alltäglichen Dienst getragen wird, nur noch eine Baseballcap zur Verfügung, die das Bundeswappen mit Zoll-Schriftzug in silber auf dunkelblau trägt (Wasserzoll: gold auf dunkelblau). Seit August 2021 ist ein Barett für die Beamten der Zollverwaltung wieder verfügbar.

### Österreich

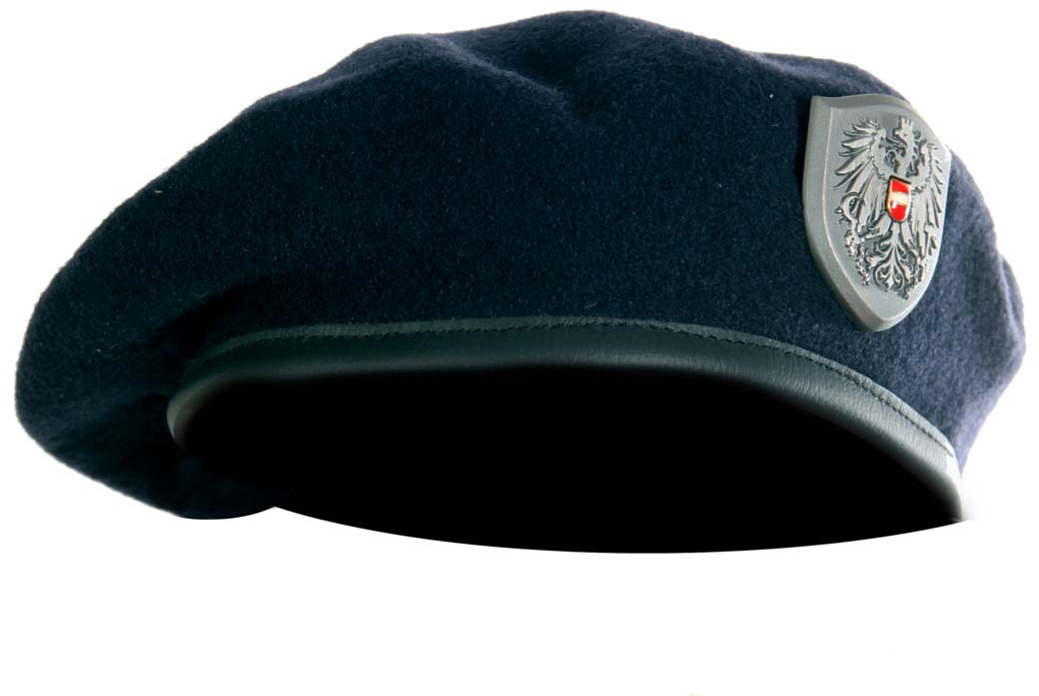
Dunkelblaues Barett der österreichischen Bundespolizei

Als ziviler, wenngleich auch militärisch organisierter Wachkörper, hat auch die österreichische Bundespolizei verschiedene Barettfarben:
- dunkelblau: Grundsätzlich alle Bediensteten, auf besondere Anordnung hin
- schwarz: Die Einsatzeinheiten (EE) der jeweiligen Landespolizeidirektionen sowie die Einsatztrainer
- weinrot: WEGA und Einsatzkommando Cobra. Die Angehörigen des EKO Cobra sind die einzigen Exekutivbediensteten, welche das Barett auch zur Repräsentationsuniform tragen dürfen.
- grün: Diensthundeführer
- hellblau (UNO): Polizisten im UN-Einsatz (z. B.: bei der Übergangsverwaltungsmission der Vereinten Nationen im Kosovo)

Farbe des Bundesadlers:
- Platin: Eingeteilte Beamte
- Silber: Dienstführende Beamte
- Gold: Leitende Beamte

## Zivil- und Katastrophenschutz
Nachdem bereits seit Anfang der 1970er Jahre einige Ortsverbände des deutschen Technischen Hilfswerks (THW) mit dem Barett experimentiert hatten, entschied die THW-Leitung 1991 die endgültige Einführung dieser Kopfbedeckung. Die Farbe des Baretts ist Schwarz, als Abzeichen wird das Organisationsemblem aus Metall getragen (übereinanderstehende Initialen „THW“ im Zahnrad). Das Barett ist in der Bekleidungsrichtlinie als der maßgeblichen Verwaltungsvorschrift für den Multifunktions-Einsatzanzug und den Arbeitsanzug vorgesehen; es kann jedoch auch zum Dienstanzug getragen werden. Da es seit einiger Zeit nicht mehr neu ausgegeben wird, ist die praktische Verwendung örtlich unterschiedlich. Als Alternative ist nun das amerikanische Baseballcap vorgesehen.
Neben dem THW tragen viele weitere Organisationen des Katastrophenschutz Barette, unter anderem auch Feuerwehren (meist rot oder dunkelblau, je nach Land/Region).

## Rotes Kreuz
Das Deutsche Rote Kreuz trug ein dunkelblaues Barett mit Abzeichen aus Rotem Kreuz auf weißem Grund und stilisierter Litze als Umrandung. Auf Ebene der DRK-Ortsvereine und Kreisverbände war diese Umrandungen in silberner Farbe gehalten, für die Bezirks- und Landesverbände sowie den Bundesverband in goldener Farbe. Im Zuge der Umstellung auf eine neue Dienstbekleidungsordnung wurde das Barett durch eine Schirmmütze ersetzt. Altbestände dürfen noch aufgetragen werden.

## Pfadfinder
Pfadfinderinnen- und Pfadfinderbünde und -verbände verschiedener Länder tragen oder trugen seit den 1920er Jahren ein Barett als Bestandteil ihrer Kluft, teilweise als Alternative oder Ersatz zum ursprünglichen Pfadfinderhut. Spätestens seit den 1990er Jahren wurde das Barett bei einigen der größten Pfadfinderorganisationen wieder abgeschafft.

### Australien
Noch in Abhängigkeit zur Pfadfinderbewegung Großbritanniens wurde die dortige Uniformreform von 1967 mitvollzogen und das Barett eingeführt. Allerdings schafften die australischen Verantwortlichen nicht, wie in Großbritannien, den Pfadfinderhut ab. Bis zu einer großen, neuen Uniformreform, die Anfang 2004 eingeführt wurde, konnten Pfadfinder, Rover und Führer der Scout Association of Australia („Scouts Australia“) zwischen dem Pfadfinderhut oder einem grünen Barett wählen. Venture Scouts trugen ein kastanienbraunes Barett. Mit der Reform von 2004 wurde der Pfadfinderhut und das Barett abgeschafft.

### Deutschland

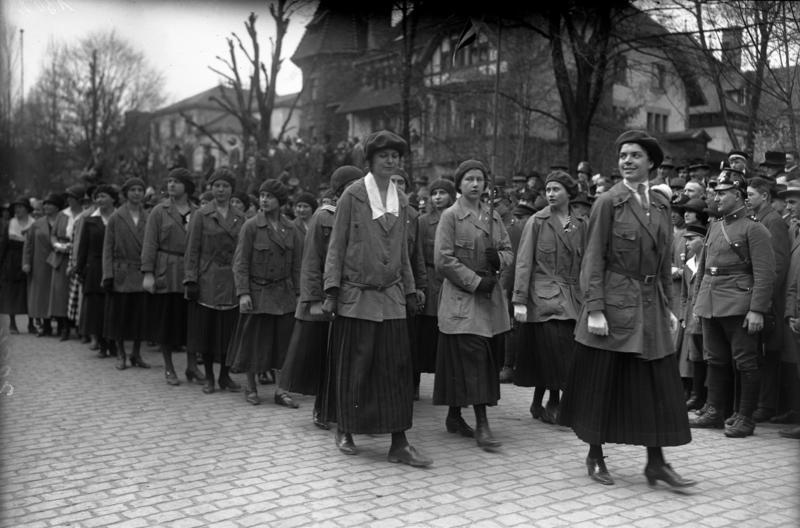
Angehörige des Bundes Deutscher Pfadfinderinnen 1925 mit der Baskenmütze

In Deutschland etablierte sich im Bereich der Wandervogel- und Jugendbewegung seit den 1920er Jahren das sechs- oder achteckige Barett aus Samt oder Cord. Hervorzuheben ist hierbei der 1919 gegründete Nerother Wandervogel. Diese Barette sollte an die mittelalterliche Hutmode anknüpfen und an das Fahrende Volk des Mittelalters, die Vaganten, erinnern. Diese konnten zwar ein „freies Leben“ führen, galten gesellschaftlich jedoch als Außenseiter. Insbesondere nach dem Zweiten Weltkrieg wurde diese Barettmode und das dazugehörende Lebensgefühl von etlichen bündisch orientierten deutschen Pfadfindern übernommen. Die größte Pfadfinderorganisation in Deutschland, die Deutsche Pfadfinderschaft Sankt Georg (DPSG), führte 1964 ebenfalls ein anthrazitgraues Barett mit kunstledernem Stirnband als Kopfbedeckung ein. Die neue Kopfbedeckung konnte von Pfadfindertrupps wahlweise statt des Pfadfinderhutes getragen werden. Allerdings wurde der Pfadfinderhut bereits im darauffolgenden Jahr vollständig abgeschafft. In diesem Fall knüpften die Verantwortlichen bei der Einführung des Baretts nicht an die jugendbewegte Ideen an, sondern folgten einer damals gerade erst in Erscheinung tretenden Mode innerhalb der internationalen Pfadfinderbewegung. Mit dem verstärkten Aufkommen des Baretts bei der Bundeswehr in den 1970er Jahren distanzierten sich viele deutsche Pfadfinder von dieser Hutmode, um gesellschaftlich nicht in die Nähe zum Militär gerückt zu werden. Heute ist das Barett daher nur noch in sehr wenigen deutschen Pfadfinderbünden ein offizieller Bestandteil der Kluft. Bereits 1978 gehörte es in der DPSG nicht mehr zur offiziellen Kluft. Bis heute wurde dort keine offizielle Kopfbedeckung mehr eingeführt. Seit Ende der 1990er Jahre werden in der DPSG jedoch – neben anderen diversen Hüten und Kappen – wieder der Pfadfinderhut und seit der Zeit nach 2005 eine grüne Baseballmütze für Wölflinge als inoffizielle Ausrüstungsgegenstände angeboten. Andere große Pfadfinderbünde in der Nachkriegszeit, wie der Bund Deutscher Pfadfinder (BDP) oder die Christlichen Pfadfinder Deutschlands (CPD) haben nie eine offizielle Kopfbedeckung besessen. Ebenso wenig ihre Nachfolgeorganisationen, der Bund der Pfadfinder*innen (BdP) und der Verband Christlicher Pfadfinder*innen (VCP).

### Frankreich
Bereits in den 1920er Jahren trugen einige französische Pfadfinder neben dem Pfadfinderhut eine Baskenmütze. Sie gehörten den Gebirgspfadfindern an und hatte diese Kopfbedeckung von den französischen Gebirgsjägern (Chasseurs alpins) übernommen. Um eine Verwechslung mit den Gebirgsjägern zu vermeiden, wurde der Mützenstoff in die entgegengesetzte Richtung herabgezogen. Später wurden auch die Wölflinge mit der Baskenmütze ausgestattet. Nach dem Ende des Zweiten Weltkriegs machten die Raider – eine insbesondere in Frankreich bekannte Pfadfinderstufe, bei der sich Rover oder Ranger für eine längerfristige Aufgabe verpflichten – der Scouts de France den Vorschlag, das Barett der französischen Fallschirmjäger einzuführen. In der Folge erhielten alle Pfadfinder der Scouts de France ein marineblaues Barett, während deren Raider ein grünes Barett erhielten. Heute besitzt keiner der anerkannten französischen Pfadfinderverbände eine verpflichtende, offizielle Kopfbedeckung. Lediglich kleinere Bünde, wie die 1958 aus einer Abspaltung hervorgegangene Association des Guides et Scouts d’Europe, halten am marineblauen Barett fest.

### Großbritannien
In Großbritannien entstand 1967 aus der 1910 gegründeten Boy Scouts Association die Scout Association. Im Zuge dieses Umbaus der Organisation wurde damals ein grünes Barett anstelle des Pfadfinderhuts eingeführt. Nach einer verbandsinternen Studie von 1989 wurde dieses Barett zu Beginn des Jahres 1990 wieder abgeschafft. Lediglich die Luftpfadfinder der Scout Association tragen bis heute ein marineblaues Barett. Alle übrigen Pfadfinder werden mit Baseballmützen ausgestattet.

### Kanada
In Kanada wurde das Barett zwischen 1968 und 1998 zur Pfadfinderuniform der Boy Scouts of Canada (heute Scouts Canada) getragen. Bis 1992 besaß es eine grüne Farbe, dann wurde auf marineblau umgestellt. Heute wird nur noch die Baseballmütze oder ein sandfarbener Safarihut aus Stoff offiziell angeboten. Für die „Biber“, die früher Wölflingen hießen, gibt es einen leichten dunkelblauen Schlapphut (sog. „Fischerhut“) mit stark herabfallender Krempe.

### Thailand
In Thailand gilt das Pfadfindertum als staatstragend. Mit Ausnahme der Wölflinge besitzen alle Pfadfinder der Nationalen Pfadfinderorganisation Thailands ein rotes Barett.

### USA
Bei den Boy Scouts of America (BSA) gehörte das rote Barett seit dem 1. September 1972 zur Uniform. Es konnte von Ortsgruppen alternativ statt des khakifarbenen Schiffchens, einer khakifarbenen Feldmütze im Stil einer Baseballkappe oder des Pfadfinderhuts getragen werden. Lediglich die rote Farbe wurde anfangs als nicht attraktiv empfunden, später wurde auch festgestellt, dass das Barett bei verschiedenen Witterungseinflüssen in keinem Fall so praktisch sei, wie der Pfadfinderhut. Seit den 1990er Jahren wird das Barett nicht mehr offiziell ausgegeben, ist jedoch auch nicht abgeschafft. Das rote Barett kann weiterhin neben dem Pfadfinderhut sowie diversen Baseballkappen getragen werden. Bei den amerikanischen Pfadfinderinnen (Girl Scouts of the USA) wurde zeitweise ein grünes Barett getragen, was in der Bevölkerung jedoch zu Irritationen führte, da das grüne Barett ein Erkennungszeichen der Spezialeinheiten in der US-Army ist.